# 金宰燮
金 宰燮（キム・ジェソプ、朝鮮語: 김재섭、1987年6月28日 - ）は、大韓民国の実業家、政治家。第22代韓国国会議員。

## 経歴
ソウル特別市道峰区出身。ソウル大学校法科大学に入学し、在学中はラグビー部に所属した。卒業後はIT企業に勤務し、その後はモバイルプラットフォーム企業の株式会社レイターを起業した。
2020年の第21代総選挙ではソウル道峰区甲選挙区より未来統合党の候補として出馬したが、共に民主党の現職議員印在謹に敗れて落選した。また、その後の金鍾仁非常対策委員長時代は非常対策委員を務めた。
2024年の第22代総選挙では同選挙区より国民の力の候補として出馬し、共に民主党の安貴朎を僅差で破って当選した。同党のソウル北東部での唯一の当選者であった。
尹錫悦韓国大統領弾劾訴追の時は12月7日の投票に参加しなかったため、民主党の勢力が強い選挙区の有権者らから非難のコメントが多く寄せられた。8日、自宅前には弾劾を促すプラカードとカッターナイフが置かれた事態が発生し、事務所にも卵や葬式用の花輪などの抗議のための品物が多く届いた。その後、11日に弾劾に賛成すると公開表明した。

## エピソード
2021年4月、大学時代の恩師、曺国の娘の医師資格不正取得疑惑をめぐり、その勤務先が道峰区内の病院であることを暴露したため、市民団体の告発で名誉毀損の疑いで立件された。
第22代総選挙の選挙期間中、妻は妊娠の体で金の選挙活動に協力した。そのすぐ後の4月末に娘が産まれた。
第22代総選挙で勝利した後、若手議員として次期党代表候補に取り上げられ、「第2の李俊錫」とも言われたが、本人は党代表出馬説を否定した。また、同選挙での国民の力の惨敗については尹錫悦と大統領室の姿勢に批判的で、韓東勲非常対策委員長を擁護する発言をした。